# 呂号第百四潜水艦
|          |                                                             |
| 艦歴     |                                                             |
| 計画     | 昭和16年度計画（マル臨計画）                                |
| 起工     | 1941年11月19日                                              |
| 進水     | 1942年7月11日                                               |
| 就役     | 1943年2月25日                                               |
| その後   | 1944年5月23日ヘッジホッグ、爆雷により沈没                   |
| 亡失認定 | 1944年6月25日                                               |
| 除籍     | 1944年8月10日                                               |
| 性能諸元 |                                                             |
| 排水量   | 基準：525トン 常備：601トン 水中：782トン                   |
| 全長     | 60.90m                                                      |
| 全幅     | 6.00m                                                       |
| 吃水     | 3.51m                                                       |
| 機関     | 艦本式24号6型ディーゼル2基2軸 水上：1,000馬力 水中：760馬力 |
| 電池     | 1号15型120個                                                |
| 速力     | 水上：14.2kt 水中：8.0kt                                    |
| 航続距離 | 水上：12ktで3,500海里 水中：3ktで60海里                     |
| 燃料     | 重油：50トン                                                |
| 乗員     | 38名                                                        |
| 兵装     | 25mm機銃連装1基2挺 魚雷発射管 艦首4門 53cm魚雷8本           |
| 備考     | 安全潜航深度：75m                                           |

呂号第百四潜水艦（ろごうだいひゃくよんせんすいかん）は、日本海軍の潜水艦。呂百型潜水艦（小型）の5番艦。

## 艦歴
1941年（昭和16年）の昭和16年度計画（マル臨計画）により、1941年11月19日、川崎重工業神戸造船所 で起工。1942年（昭和17年）7月11日進水。1943年（昭和18年）2月25日に竣工し、二等潜水艦に類別。同日、呉鎮守府籍に編入され、訓練部隊である呉鎮守府呉潜水戦隊に配属された。
4月1日、呉潜水戦隊は第11潜水戦隊に改編され、第一艦隊所属となる。
6月5日、南東方面艦隊第7潜水戦隊に編入。
7日、呂104は呉を出港し、13日に幌筵に到着。14日、特設運送船(給油船)帝洋丸（日東汽船、9,850トン）から給油を受ける。19日、幌筵を出港し、アッツ島西方のあ哨戒線に進出。29日早朝、大型貨物船を発見し、追尾する。0645、浮上航走中に敵潜を発見、魚雷1本を発射するも命中しなかった。その後、輸送船はソ連船と確認された。30日、幌筵に到着。
７月6日、呂104は幌筵を出港し、あ哨戒線に進出して哨戒。21日、幌筵に到着。22日に出港し、28日に横須賀に到着した。
8月14日、呂104は横須賀を出港し、26日にラバウルに到着。航海中の20日、呂100、呂101、呂105、呂106と共に第51潜水隊を編成する。
9月4日、呂104はラバウルを出港。同日、ラエ・サラモアの戦いでラエ東方40kmのホポイに豪軍が上陸したため、その偵察に向かった。17日、ラバウルに到着。
23日、呂104はラバウルを出港し、フィンシュハーフェン方面に向かう。30日、ラバウルに到着。
10月9日、呂104は輸送物資を積んでラバウルを出港し、スルミに向かう。11日にスルミに到着し、輸送物資を降ろした後出港。13日にラバウルに到着。10月16日、輸送物資を積んでラバウルを出港し、スルミに向かう。18日にスルミに到着し、輸送物資を降ろした後出港。20日にラバウルに到着。10月25日、輸送物資を積んでラバウルを出港し、スルミに向かう。27日にスルミに到着し、輸送物資を降ろした後出港。ブーゲンビル島沖に進出。31日、ろ号作戦の支援のため、モノ島沖に移動。11月3日、ブーゲンビル島沖海戦で沈没した軽巡洋艦川内の生存者、第3水雷戦隊司令の伊集院松治少将他第3水雷戦隊要員及び川内乗員75名を救助。5日にラバウルに到着。
11月9日、呂104はラバウルを出港し、空爆により損傷した米軽巡洋艦バーミングハムの捜索を行った。13日にはブーゲンビル島近海で撃墜された第702航空隊搭乗員の救助を行った。23日にラバウルに到着。
12月4日、呂104はラバウルを出港し、ブーゲンビル島沖合に進出して哨戒を行う。13日、ラバウルに到着。
26日、輸送物資を積んでラバウルを出港し、スルミに向かう。28日にスルミに到着し、輸送物資を降ろした後出港。ダンピール海峡に進出して哨戒に向かう。30日から1944年（昭和19年）1月1日までグロスター岬周辺を哨戒。4日、ラバウルに到着。
13日、甲板上に積まれたゴム容器入りの食糧5トンを含む11トンの弾薬他輸送物資と便乗者7名を乗せてラバウルを出港し、ニューギニアのガリに向かった。同日、米軍はこの行動を暗号解読により察知したため、呂104を撃沈するべく駆逐艦を派遣した。16日夕方、ガリに到着するも、米駆逐艦の哨戒が厳しく、近づくことができなかった。18日、輸送物資と便乗者をガリで降ろした後出港。22日にラバウルに到着。31日にはラバウルを出港し、2月12日に呉に到着して整備を受ける。3月1日、第7潜水戦隊は第六艦隊所属となる。
4月2日、呂104は呉を出港し、サイパンを経由して18日にトラックに到着。4月20日、トラックを出港し、トラック南方沖に進出して哨戒。その後サイパンに到着。
5月17日、呂104はあ号作戦のためにナ散開線に向かうべくサイパンを出港していくのを最後に消息不明。
アメリカ側の記録によると、18日、米軍はナ散開線の存在を暗号解読により認識したため、米護衛駆逐艦イングランド(USS England, DE-635)、ジョージ(USS George, DE-697)、ラビー(USS Raby, DE-698)の3隻からなる対潜部隊が向かった。23日、南太平洋で対潜哨戒機が5ノットで浮上航走中の潜水艦を発見し、対潜部隊に通報。0604、ラビーは6400mの距離で潜水艦をレーダー探知する。5500mまで接近したところで、潜水艦は速度を8ノットに上げ、0610に急速潜航していった。0619、ラビーは再度潜水艦を探知し、ヘッジホッグによる攻撃を4回ほど行った。潜水艦はジグザグ航行でラビーの後方に回り、ラビーの放つ音で見失わせようとした。0639、ラビーは潜水艦を見失う。その後、ジョージがヘッジホッグ攻撃を行ったが、撃沈には至らなかったうえ、潜水艦を見失ってしまう。その後、北西へ5ノットで向かう潜水艦を探知してヘッジホッグ攻撃を3回行うも失敗し、潜水艦を見失う。このため、部隊は輪形陣を組んで潜水艦を捜索。0819、イングランドが潜水艦を探知する。イングランドはヘッジホッグ攻撃を2回、48発ずつ投下。0834、2回目の攻撃の後、イングランドは水深91mの地点で大爆発音を聴取。潜水艦に10~12発が命中したものと考えられた。イングランドは念のために107mから137mまでの深度に設定した爆雷13発を投下し、攻撃を終えた。1045、潜水艦のものと思われる破片と重油が海面に浮かび上がってきた。潜水艦捜索は夕方ごろまで続けられたが、反応はなかった。その後、部隊はいくつかの釘がついたままの木製甲板の破片、コルク栓、日本語が書かれた木片等潜水艦のものと思われる破片12個と、サンプルとして海上を漂う重油の一部を回収した。これが呂104の最期の瞬間であり、艦長の出淵愈大尉以下乗員58名全員戦死。沈没地点はカビエン北北西250浬地点付近、北緯01度26分 東経149度20分 / 北緯1.433度 東経149.333度。
6月25日、アドミラルティ諸島北方方面で亡失と認定され、8月10日に除籍された。

## 歴代艦長

### 艤装員長
- 不詳

### 艦長
- 浜住芳久 大尉：1943年2月25日 - 3月16日[6]
- 正田啓治 大尉：1943年3月16日 - 1944年1月20日[6]
- 出淵愈 大尉：1944年1月20日 - 5月23日戦死[6]